# Raffaele Pierotti

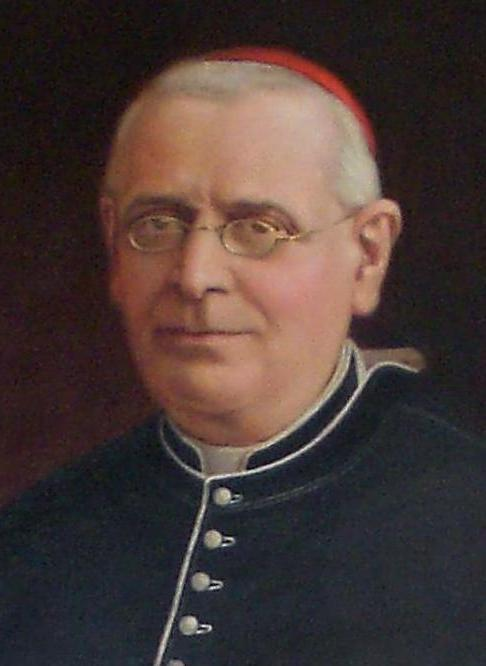
Raffaele Kardinal Pierotti OP (um 1900)

Raffaele Kardinal Pierotti OP (* 1. Januar 1836 in Lucca, Frazione Sorbano del Vescovo, Italien als Giovanni Antonio Pierotti; † 7. September 1905 in Rom), war ein Kardinal der römisch-katholischen Kirche. Von 1887 bis 1897 war er Päpstlicher Haustheologe.

## Leben
Pierotti trat 15-jährig 1851 den Dominikanern bei, erhielt den Ordensnamen Raffaele und wurde Novize im Kloster von Anagni, wo er von dem späteren Kardinal Tommaso Zigliara unterrichtet wurde. Am 9. Januar 1857 legte er die Profess ab. 1860 erwarb er das Doktorat in Theologie. Wann er die Priesterweihe erhielt, ist unklar.
Später wurde er Novizenmeister und Theologieprofessor am Collegio San Tommaso d'Aquino bei der Dominikanerkirche Santa Maria sopra Minerva in Rom, wo er auch studiert hatte. Von 1870 bis 1873 war Pierotti dort auch Studienrat. 1873 wurde er Pfarrer von Santa Maria sopra Minerva.
1887 ernannte ihn Papst Leo XIII. zum Meister des Apostolischen Palastes, d. h. zu seinem theologischen Referenten mit der Aufgabe, päpstliche Entscheidungen in Streitfragen vorzubereiten. In Pierottis Amtszeit entstand das Apostolische Schreiben Apostolicae curae über die Gültigkeit der anglikanischen Weihen.
Im Konsistorium vom 30. November 1896 nahm Leo XIII. Pierotti als Kardinaldiakon von Santi Cosma e Damiano ins Kardinalskollegium auf. Nach dem Tod des Papstes nahm er am Konklave 1903 teil, das Pius X. wählte. Kardinal Pierotti starb zwei Jahre später und wurde in der Dominikanerkapelle des Campo Verano in Rom beigesetzt.